# Rollin B. Sanford

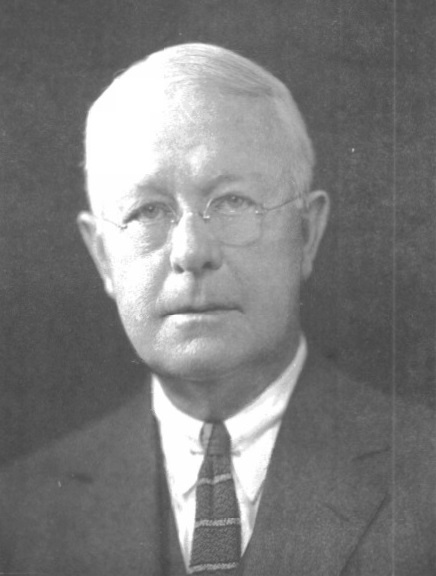
Rollin B. Sanford

Rollin Brewster Sanford (* 18. Mai 1874 in Nicholville, New York; † 16. Mai 1957 in Loudonville, New York) war ein US-amerikanischer Politiker. Zwischen 1915 und 1921 vertrat er den Bundesstaat New York im US-Repräsentantenhaus. Der Kongressabgeordnete Jonah Sanford war sein Urgroßvater.

## Werdegang
Rollin Brewster Sanford besuchte öffentliche Schulen. Er graduierte 1893 an der Albany High School, 1897 am Tufts College in Medford (Massachusetts) und 1899 an der Albany Law School. Nach dem Erhalt seiner Zulassung als Anwalt 1899 begann er in Albany zu praktizieren. Zwischen 1901 und 1906 diente er in der New York National Guard. Er war dann zwischen 1908 und 1914 als Staatsanwalt (prosecuting attorney) im Albany County tätig. Politisch gehörte er der Republikanischen Partei an.
Bei den Kongresswahlen des Jahres 1914 für den 64. Kongress wurde Sanford im 28. Wahlbezirk von New York in das US-Repräsentantenhaus in Washington, D.C. gewählt, wo er am 4. März 1915 die Nachfolge von Peter G. Ten Eyck antrat. Er wurde zweimal in Folge wiedergewählt. Da er auf eine erneute Kandidatur 1920 verzichtete, schied er nach dem 3. März 1921 aus dem Kongress aus.
Nach seiner Kongresszeit praktizierte er wieder als Anwalt. Zwischen 1921 und 1940 saß er im New York State Board of Law Examiners. Er verstarb am 16. Mai 1957 in der Village von Loudonville (Town von Colonie). Sein Leichnam wurde dann auf dem Albany Rural Cemetery in Menands beigesetzt.